# Sarmalia
Sarmalia é um gênero de mariposa pertencente à família Bombycidae.